# Valdáliga
Valdáliga est une commune espagnole située dans la communauté autonome monoprovinciale de Cantabrie.

## Source
- (es) Cet article est partiellement ou en totalité issu de l’article de Wikipédia en espagnol intitulé « Valdáliga » (voir la liste des auteurs).